# Park Pamięci Narodowej w Toruniu
Park Pamięci Narodowej w Toruniu – miejsce hołdu, upamiętniające tych Polaków, którzy zdaniem inicjatorów budowy podczas II wojny światowej ratowali ludność żydowską. W parku mieści się 130 postumentów ustawionych w alei, tworzącej kontur Polski. Na postumentach wypisano 16 tys. nazwisk Polaków (według innego źródeł: 18 lub 18,5 tys.), którzy podczas II wojny światowej mogli ratować Żydów przed śmiercią. Docelowo na postumentach ma znaleźć się ok. 40 tys. nazwisk. W oddzielnym miejscu umieszczono szesnaście postumentów (także na konturze Polski) upamiętniających 2345 zakonnic, które podczas wojny ratowały Żydów. W parku mieści się również pawilon Polska krwią uświęcona, upamiętniający Polaków prześladowanych i zamordowanych przez Niemców, ofiary zbrodni katyńskiej i ofiary katastrofy polskiego Tu-154 w Smoleńsku. Na obszarze parku działa także inhalatoria. Motto parku brzmi: „Zachowali się jak trzeba”.
Park mieści się w Porcie Drzewnym w Toruniu, w pobliżu Akademii Kultury Społecznej i Medialnej i kościoła pw. Najświętszej Maryi Panny Gwiazdy Nowej Ewangelizacji i św. Jana Pawła II.
Inicjatorem budowy Parku Pamięci był o. Tadeusz Rydzyk. Pomysł na budowę zaproponował w listopadzie 2017 roku. Pierwotnie park miał powstać w 2018 roku, z okazji setnej rocznicy odzyskania przez Polskę niepodległości. W pracach uczestniczył zespół naukowy Instytutu „Pamięć i Tożsamość” im. świętego Jana Pawła II, prowadzący prace mające na celu upowszechnienie i upamiętnienie pozytywnych postaw ludności polskiej wobec Żydów podczas II wojny światowej. Park został uroczyście otwarty 8 sierpnia 2020 roku. Na otwarciu byli obecni m.in.: premier Polski Mateusz Morawiecki, prezes Prawa i Sprawiedliwości Jarosław Kaczyński, wicepremier i minister kultury i dziedzictwa narodowego Piotr Gliński, wicepremier i minister aktywów państwowych Jacek Sasin, minister sprawiedliwości Zbigniew Ziobro, minister obrony narodowej Mariusz Błaszczak, szef Urzędu do Spraw Kombatantów i Osób Represjonowanych Jan Józef Kasprzyk, prezydent Torunia Michał Zaleski, metropolita gdański ks. abp Sławoj Leszek Głódź oraz obywatele Ukrainy, którzy ratowali Polaków podczas II wojny światowej.
5 września 2020 roku w Parku Pamięci Narodowej odsłonięto tablice upamiętniające Ukraińców, którzy zostali zamordowani przez Ukraińską Powstańczą Armię za ratowali Polaków podczas rzezi wołyńskiej.